# Championnat de Lituanie de football 1992-1993
Navigation
Saison précédente Saison suivante
La saison 1992-1993 du Championnat de Lituanie de football était la 3e édition de la première division lituanienne à poule unique, la A Lyga. Cette saison, le championnat change de formule. Une première phase voit les 14 clubs jouer une fois contre chacun de leurs adversaires. À l'issue de cette phase, les huit premiers jouent la poule pour le titre et les six derniers une poule de relégation. Lors de cette 2e phase, les matchs sont joués en aller-retour. Du fait du passage de la A-Lyga de 14 à 12 clubs la saison prochaine, il y a deux clubs relégués mais aucun club promu de II Lyga.
C'est le FK Ekranas Panevezys qui termine en tête de la poule pour le titre.  C'est le premier titre de champion de Lituanie de son histoire.

## Les 14 clubs participants
| - FK Zalgiris Vilnius - Banga Kaunas - ALK Neris Vilnius - FK Ekranas Panevezys - FK Sirijus Klaipeda - Aras Klaipéda - FK Panerys Vilnius | - Snaigé Alytus - Inkaras Kaunas - Minija Kretinga - Promu de D2 - ROMAR Mazeikiai - Gelezini Vilkas Vilnius - Promu de D2 - Tauras-Karsuva Tauragé - Sakalas Siauliai |

## Compétition
Le barème de points servant à établir tous les classements se décompose ainsi :
- Victoire : 2 points
- Match nul : 1 point
- Défaite : 0 point

### Première phase

#### Classement
| Rang | Équipe                       | Pts | J  | G  | N | P  | Bp | Bc | Diff |
| ---- | ---------------------------- | --- | -- | -- | - | -- | -- | -- | ---- |
| 1    | FK Ekranas Panevezys         | 22  | 13 | 10 | 2 | 1  | 27 | 3  | +24  |
| 2    | FK Zalgiris Vilnius (T)      | 22  | 13 | 10 | 2 | 1  | 32 | 6  | +26  |
| 3    | FK Panerys Vilnius           | 21  | 13 | 10 | 1 | 2  | 34 | 14 | +20  |
| 4    | FK Sirijus Klaipeda          | 18  | 13 | 7  | 4 | 2  | 20 | 7  | +13  |
| 5    | Banga Kaunas                 | 17  | 13 | 7  | 3 | 3  | 24 | 9  | +15  |
| 6    | ROMAR Mazeikiai              | 14  | 13 | 6  | 2 | 5  | 13 | 13 | 0    |
| 7    | Aras Klaipeda                | 13  | 13 | 4  | 5 | 4  | 16 | 13 | +3   |
| 8    | Gelezinis Vilkas Vilnius (P) | 12  | 13 | 3  | 6 | 4  | 12 | 17 | -5   |
| 9    | Inkaras Kaunas               | 11  | 13 | 4  | 3 | 6  | 16 | 20 | -4   |
| 10   | ALK Neris Vilnius            | 9   | 13 | 3  | 3 | 7  | 15 | 20 | -5   |
| 11   | Snaige Alytus                | 8   | 13 | 3  | 2 | 8  | 8  | 27 | -19  |
| 12   | Sakalas Siauliai             | 6   | 13 | 2  | 2 | 9  | 8  | 23 | -15  |
| 13   | Tauras-Karsuva Tauragé       | 6   | 13 | 2  | 2 | 9  | 6  | 26 | -20  |
| 14   | Minija Kretinga (P)          | 3   | 13 | 1  | 1 | 11 | 5  | 38 | -33  |

|  | Qualifié pour la poule pour le titre   |
|  | Participation à la poule de relégation |

### Deuxième phase

#### Poule pour le titre
| Rang | Équipe                      | Pts | J  | G  | N | P  | Bp | Bc | Diff |
| ---- | --------------------------- | --- | -- | -- | - | -- | -- | -- | ---- |
| 1    | FK Ekranas Panevezys        | 46  | 27 | 20 | 6 | 1  | 50 | 8  | +42  |
| 2    | FK Zalgiris Vilnius (T) (C) | 43  | 27 | 18 | 7 | 2  | 54 | 13 | +41  |
| 3    | FK Panerys Vilnius          | 36  | 27 | 16 | 4 | 7  | 53 | 29 | +24  |
| 4    | FK Sirijus Klaipeda         | 31  | 27 | 11 | 9 | 7  | 36 | 29 | +7   |
| 5    | Banga Kaunas                | 27  | 27 | 11 | 5 | 11 | 36 | 29 | +7   |
| 6    | ROMAR Mazeikiai             | 26  | 27 | 11 | 4 | 12 | 27 | 27 | 0    |
| 7    | Aras Klaipeda               | 24  | 27 | 8  | 8 | 11 | 26 | 33 | -7   |
| 8    | Gelezinis Vilkas Vilnius    | 18  | 27 | 5  | 8 | 14 | 25 | 43 | -18  |

|  | Qualifié pour la Ligue des champions 1993-1994 |
|  | Qualifié pour la Coupe des Coupes 1993-1994    |

#### Poule de relégation
| Rang | Équipe                 | Pts | J  | G | N | P  | Bp | Bc | Diff |
| ---- | ---------------------- | --- | -- | - | - | -- | -- | -- | ---- |
| 9    | Inkaras Kaunas         | 22  | 23 | 8 | 6 | 9  | 28 | 28 | 0    |
| 10   | Sakalas Siauliai       | 21  | 23 | 9 | 3 | 11 | 23 | 30 | -7   |
| 11   | ALK Neris Vilnius      | 19  | 23 | 7 | 5 | 11 | 27 | 31 | -4   |
| 12   | Tauras-Karsuva Tauragé | 18  | 23 | 6 | 6 | 11 | 14 | 33 | -19  |
| 13   | Snaige Alytus          | 15  | 23 | 6 | 3 | 14 | 14 | 36 | -22  |
| 14   | Minija Kretinga        | 8   | 23 | 2 | 4 | 17 | 12 | 56 | -44  |

|  | Relégation en deuxième division |

## Bilan de la saison
| Tableau d'Honneur                   |                      |
| Compétition                         | Vainqueur            |
| Championnat de Lituanie de football | FK Ekranas Panevezys |
| Coupe de Lituanie de football       | FK Zalgiris Vilnius  |

| Qualifications européennes              |                      |
| Ligue des champions de l'UEFA 1993-1994 | Qualifié             |
| 1er tour                                | FK Ekranas Panevezys |
| Coupe des Coupes 1993-1994              | Qualifié             |
| 1er tour                                | FK Zalgiris Kaunas   |

| Promotion et relégation |                                  |
| Relégués en II Lyga     | Snaygé Alytus Minija Kretinga    |
| Promu en A Lyga         | Aucun (passage de 14 à 12 clubs) |